# تيري كاث
تيري كاث (بالإنجليزية: Terry Kath)‏ هو موسيقي ومغن مؤلف ومغني وعازف قيثارة أمريكي، ولد في 31 يناير 1946 في شيكاغو في الولايات المتحدة، وتوفي في 23 يناير 1978 في وودلاند هيلز، كاليفورنيا في الولايات المتحدة بسبب إصابة بعيار ناري.

## وصلات خارجية
- الموقع الرسمي
- تيري كاث على موقع IMDb (الإنجليزية)
- تيري كاث على موقع ميوزك برينز (الإنجليزية)
- تيري كاث على موقع أول ميوزيك (الإنجليزية)
- تيري كاث على موقع ديسكوغز (الإنجليزية)
- تيري كاث على موقع قاعدة بيانات الفيلم (الإنجليزية)